# Mavzolej Gavhar Šad
Mavzolej Gavhar Šad, znan tudi kot Bajsunghurjeva grobnica, je islamska nagrobna stavba v današnjem Heratu v Afganistanu. Struktura, zgrajena v 15. stoletju, je služila kot kraljeva grobnica za člane dinastije Timuridov in je del kompleksa Musalla.

## Zgodovina
Mavzolej je bil prvotno zgrajen za hrambo posmrtnih ostankov princa Bajsunghurja, sina timuridskega vladarja Šah Rukha, njegove glavne žene Gavhar Šad. Naročila jo je slednja (po kateri je dobila ime) znotraj medrese, ki je prav tako nosila njeno ime in je bila dokončana leta 1438. Njegova lokacija v kompleksu Musalla je bila primerna zaradi neposredne bližine kraljeve rezidence v Bagh-i Zaghan. Kot taki so bili v naslednjih letih poleg njega pokopani še drugi člani Bajsunghurjeve družine. Med njimi so sama Gavhar Šad in njen brat Amir Sufi Tarkhan, njen drugi sin Muhamed Juki, Bajsunghurjeva sinova Sultan Muhamed in Ala al-Davla ter slednji sin Ibrahim. Bolj oddaljena Timurida, Ahmad in Šah Rukh (sinova Abu Sa'ida Mirze), sta bila prav tako pokopana v mavzoleju. Tudi Bajsunghurjev oče je bil na kratko pokopan, preden so ga kasneje premestili v Gur Emir v Samarkandu.
Do 20. stoletja je bil mavzolej močno poškodovan, zlasti kupola je bila močno dotrajana. S posegom v 1950-ih se je podoba stavbe močno spremenila, saj so zgradili povsem novo vzhodno fasado in podrli šesterokotni mihrab ter ga nadomestili s pravokotnim. To, skupaj s kasnejšimi obnovami, je bilo slabe kakovosti in uporabljeni neprimerni materiali. Leta 2014 sta se UNESCO in afganistanska vlada uskladila, da bi poskušala ohraniti in posnemati ploščice na zunanji kupoli. Unesco še vedno razmišlja o imenovanju Herata (v katerem je mavzolej posebej omenjen) kot območje svetovne dediščine.

## Arhitektura
Mavzolej ima obliko križa s kupolo, ki prekriva sredino. Ta kupola je najimpresivnejša značilnost stavbe, saj gre dejansko za tri kupole, postavljene ena čez drugo: nizko notranjo kupolo, čebulasto zunanjo kupolo in strukturno kupolo med njima. Zunanja kupola je okrašena s cvetličnimi svetlo modrozelenimi mozaiki. Notranja kupola je okrašena z zlatimi lističi, lapis lazuli in drugimi barvami, ki tvorijo zapletene vzorce. Notranjost grobnice je kvadratna komora z osnimi nišami.
- Vrtovi okoli grobnice (2009)
- Zunanjost grobnice
- Obokan strop v notranjosti

## Grobnice
Zaradi razširjene navade, da se nagrobniki jemljejo in ponovno uporabljajo, ni znano, koliko pokopov je v mavzoleju. Čeprav nekateri viri trdijo, da je bilo naenkrat kar dvajset nagrobnih znamenj, jih je trenutno le šest. Ti so podolgovate oblike in izdelani iz mat črnega kamna, z vrezanimi cvetličnimi vzorci.